# Gajda István
Gajda István (Budapest, 1981. június 6. – Pákozd, 2011. november 26.) magyar bajnok labdarúgó, csatár. Közlekedési balesetben vesztette életét.

## Pályafutása
1991-ben az Ikarus csapatában kezdte a labdarúgást. Később a Ferencvároshoz igazolt. Tétmérkőzésen 2000. április 29-én mutatkozott az élvonalban. A 2000–01-es idényben tagja volt a bajnokcsapatnak. Klubjait szinte minden idényben váltogatta. Szerepelt a Lombard Pápában, a Diósgyőri VTK-ban, a Siófokban, és a Honvédban is. 2004-ben a  finn AC Oulu együttesében játszott. Utolsó klubja az NB III-as Maglódi TC volt.
2011. november 26-án hajnalban az M7-es autópályán szenvedett halálos autóbalesetet a pákozdi pihenőhely közelében.

## Sikerei, díjai
- Magyar bajnokság
  - bajnok: 2000–01